# Sabine Moussier
Diana Sabine Moussier (Leverkusen, 12 de julho de 1966) é uma atriz e modelo mexicana. É conhecida no mundo das telenovelas por seus papéis antagônicos. No Brasil é conhecida por interpretar Lorenza em O Privilégio de Amar, Frida em No Limite da Paixão, Fabíola Mendizábal em A Madrasta, Justina Aldama Huerta em Meu Pecado, Marisa Alcocer em As Tontas Não Vão ao Céu e Carmem Bouvier em Abismo de Paixão.

## Biografia
Nasceu em Leverkusen, mas ainda pequena se mudou com sua mãe para Mazatlán, estado de Sinaloa no México, onde cresceu e passou uma infância tranquila, longe dos holofotes. Ao chegar a adolescência, começou a se interessar pelo mundo artístico, então se mudou para a Cidade do México e ingressou no (CEA) Centro de Educação Artistica da Televisa para se preparar.
Pouco tempo depois, estreou como co-apresentadora de "Al Ritmo de la Noche", junto a Jorge Ortiz de Pinedo, programa com o qual começou a ser conhecida e com o que chamou a atençao do público graças a sua singular beleza. Seu salto as telenovelas veio quase de imediato, em 1996, quando foi convidada para o elenco de "Morir dos veces" e meses depois, ao da telenovela infantil Luz Clarita, a partir daí veio ofertas de trabalho, quase sempre para interpretar vilãs.
Em 1997, Sabine foi convidada a dar vida a personagem 'Mireya Serrano', na telenovela María Isabel, contracenou com os atores Fernando Carrillo e Adela Noriega, os protagonistas da história. Já sendo uma estrela da televisão mexicana, em 1998 integrou o elenco da bem sucedida telenovela El privilegio de amar, dando vida a 'Lourenza', amante de 'André Duval' personagem de Andrés García, nesta telenovela Sabine foi um sucesso por sua alta audiência.
Em 1999, fez o papel de 'Diana de Lizárraga' em Mujeres engañadas, telenovela na que compartilhou muitas cenas com Laura León e novamente Andrés García e na qual viveu sua primeira personagem protagônica. Dois anos depois, em 2001, Sabine se uniu ao elenco do remake El derecho de nacer, outra bem sucedida telenovela com a que seguiu demostrando sua grande capacidade de atuação.
No ano de 2002, ela deu vida a grande vilã Frida na telenovela Entre el amor y el odio, que foi protagonizada por César Évora e Susana González e pouco tempo depois se casou com o empresário chileno, Jorge Peralta. Em 2003 nasceu Camilia, sua primeira filha, fruto do seu casamento com Peralta, razão pela qual todo aquele ano ela se retirou das telas. Já em 2004, Sabine voltou para dar vida a 'Rebeca' na telenovela Piel de otoño, telenovela na que compartilhou cenas com Sergio Goyri e Laura Flores.
Em 2005, junto a grandes atores como Victoria Ruffo, César Évora, René casados, Guillermo García Cantú e Cecilia Gabriela, ela atuou em La Madrastra, outra grande telenovela de sucesso mundial. No ano de 2006, ela se retirou da suas atividades de atriz, para dar à luz a Paulo, seu segundo filho com Peralta, pouco tempo após ela se divorciar do empresário.
Para 2007, Sabine voltou as telas para encarnar 'Eva Santoro', na telenovela Amar sin límites, em seguida imenda outro trabalho na telenovela Amor sin maquillaje. Também em 2007, La Madrastra foi reprisada, e Sabine teve que gravar cenas finais de um final alternativo, onde sua personagem 'Fabiola' era revelada a então verdadeira assassina de Patrícia, anteriormente por 'Demétrio' personagem de Guillermo García Cantú.
Em 2008 participou de Las tontas no van al cielo, novamente sendo a vilã, com o papel de 'Marissa Cordova'. Mais tarde no mesmo ano, demostrou que a idade só fez bem, ao posar com pouca roupa para uma revista masculina.
Em 2009, ao sair da obra de teatro "Aventurera", temporariamente foi substituída por Edith González, ela ficou impossibilitada por alguns meses, até se curar de uma lesão na perna. Tempo mais tarde, em 2009 Sabine retornou a televisão na telenovela Mi pecado, produzida por Juan Osorio na que atua com Francisco Gattorno. Na mesma época, seu ex marido foi processado pela atriz Sherlyn, que o acusa de fraude de dois milhões de pesos que é a moeda mexicana, após algumas semanas ela e Sherlyn chegaram a um acordo, assim conseguiu tirar da cadeia seu ex marido e pai de seus filhos.
No fim de ano de 2009 Sabine passou por momentos complicados de saúde ao descobrir que sofre de uma doença rara chamada Síndrome de Guillain-Barré, algo que a obrigou a deixar inconcluída sua participação na reta final da telenovela Mi pecado. A doença causa transtornos neurológicos que afetam o sistema nervoso e ainda não há cura, só com as terapias pudesse reduzir a gravidade e os sintomas causados.
Sua dubladora oficial no Brasil é Carla Pompílio.
Em 2011 a atriz interpretou a coprotagonista de Ni contigo ni sin ti, no papel de Eleonor Cortázar Armenta, onde compartilhou créditos com Laura Carmine e Eduardo Santamarina, entre outros.
Em 2012 interpretou a grande vilã "Carmina" da telenovela Abismo de Pasión, remake de Cañaveral de pasiones, com quem contracenou com Salvador Zerboni, David Zepeda, Angelique Boyer e novamente com René Casados e César Évora. Com essa personagem, Sabine foi indicada ao Prêmio TVyNovelas na categoria de melhor vilã.
Em 2014 interpretou 'Perla' a antagonista principal de La malquerida, papel anteriormente dado a Lucero que deixou o folhetim por motivos salariais, Sabine compartilhou créditos novamente com Victoria Ruffo.
Em 2015 voltou às telas, dessa vez em Que te perdone Dios, na pele da empregada ambiciosa "Macaria Rios" a antagonista principal da trama, fazendo um triângulo amoroso com Sergio Goyri e Rebecca Jones. Contracena também com Zuria Vega, Mark Tacher e novamente com Altair Jarabo.
Em 2016, Sabine interpreta Tracy, em Sueño de amor. Também com esse papel Sabine foi novamente indicada ao Prêmio TVyNovelas.  Em seguida imediata, Moussier se integra ao elenco do filme 'La Boda de Valentina'  junto a grandes atores como Marimar Vega entre outros. Apesar de veterana nas telenovelas, Sabine nunca havia feito cinema antes, e revelou-se um sonho realizado. A produção de Marco Polo Constandse está prevista para estrear em 2018.
De 2017 para 2018 Sabine interpreta 'Ingrid Dueñas" em Me declaro culpable, antagonizando a história junto a Daniela Castro, no papel de uma mulher que tem problemas esquizofrênicos e conversa com fantasmas. A produção também conta com Juan Soler e Mayrín Villanueva como personagens principais.
Entre 2020 e 2021 realizou uma participação especial em La mexicana y el güero, como Olinka Cohen, novamente como uma das antagonistas.

## Vida pessoal
Em 2002, Moussier casou-se com Jorge Peralta, um empresário Chileno, e nesse relacionamento o casal teve dois filhos: Camila Peralta Moussier, nascida em 15 de julho de 2003 e Paulo Peralta Moussier, nascido em 3 de julho de 2006. Moussier e Peralta se separaram em janeiro de 2008.
No mesmo ano Sabine se relacionou com um rapaz chamado John, e em 2013 ela manteve um relacionamento com o dançarino e modelo dominicano Erick Sabater, mas o relaciomento durou cerca de cinco meses.

## Filmografia

### Televisão
| Ano  | Título                        | Personagem                                 | Notas                                     |
| ---- | ----------------------------- | ------------------------------------------ | ----------------------------------------- |
| 1996 | Morir dos veces               | Paullette                                  |                                           |
| 1996 | Luz Clarita                   | Catalina Segura                            |                                           |
| 1997 | María Isabel                  | Mireya Serrano                             |                                           |
| 1997 | Al ritmo de la noche          | Apresentadora                              |                                           |
| 1998 | Derbez en cuando              | Sra. Morales                               | Episódio: "Mujer, cosas de la villa real" |
| 1998 | El privilegio de amar         | Lorenza Torres                             |                                           |
| 1999 | Rosalinda                     | Cristina                                   | Episódio: "1 de março de 1999"            |
| 1999 | Mujeres engañadas             | Diana Solórzano de Lizárraga               |                                           |
| 2001 | El derecho de nacer           | Graciela                                   |                                           |
| 2002 | Entre el amor y el odio       | Frida Díaz de Villareal "Dama de la Corte" |                                           |
| 2004 | Big Brother VIP               | Participante                               | Reality show                              |
| 2005 | La madrastra                  | Fabiola Morán de Mendizábal                |                                           |
| 2005 | Piel de otoño                 | Rebeca Franco                              |                                           |
| 2006 | Amar sin límites              | Eva Santoro                                |                                           |
| 2007 | Amor sin maquillaje           | Beatriz                                    |                                           |
| 2007 | La hora pico                  | Vários personagens                         | Episódio: "Invitada Sabiane Moussier"     |
| 2007 | S.O.S.: Sexo y otros secretos | Actriz                                     | Episódio: "Date cuenta"                   |
| 2008 | Las tontas no van al cielo    | Marissa de la Parra                        |                                           |
| 2009 | Mi pecado                     | Justina Aldama de Huerta                   |                                           |
| 2011 | Ni contigo ni sin ti          | Eleonor Cortázar Armenta                   |                                           |
| 2012 | Abismo de pasión              | Carmina Bouvier de Castañón                |                                           |
| 2013 | Amores verdaderos             | Bruna Cristo                               |                                           |
| 2014 | La malquerida                 | Edelmira Pérez López / Perla               |                                           |
| 2015 | Que te perdone Dios           | Macaria Rios                               |                                           |
| 2016 | Sueño de amor                 | Tracy Kidman de Alegria                    |                                           |
| 2017 | Me declaro culpable           | Ingrid Dueñas López                        |                                           |
| 2019 | Esta historia me suena        | Selva Treviño                              |                                           |
| 2020 | Médicos, línea de vida        | Sandra Ulloa                               | Episódio: "Es hora de ponerle un alto"    |
| 2020 | La mexicana y el güero        | Olinka Cohen                               |                                           |
| 2022 | Corazón guerrero              | Victoriana Peñalver de Ruiz Montalvo       |                                           |
| 2023 | Perdona nuestros pecados      | Ángela Bulnes de Montero                   |                                           |

### Cinema
| Ano  | Título               | Personagem |
| ---- | -------------------- | ---------- |
| 1997 | Três huasnacos       | Lucy       |
| 2017 | La boda de Valentina | Oralia     |

## Teatro
| Ano  | Título               | Personagem     |
| ---- | -------------------- | -------------- |
| 1998 | Blanca Nieves        | Branca de Neve |
| 2005 | Hombres              | —              |
| 2006 | Una pareja con Ángel | —              |
| 2008 | Aventurera           | Elena Trajano  |
| 2012 | Una noche de pasión  | Doña Paz       |
| 2013 | Perfume de Gardenia  | Yolanda        |
| 2015 | Rosa de dos aromas   |                |

## Prêmios e Indicações
| Ano  | Festival                        | Categoria                             | Nomeações             | Resultado |
| ---- | ------------------------------- | ------------------------------------- | --------------------- | --------- |
| 1999 | Prêmio TVyNovelas               | Melhor Atriz Revelação                | El privilegio de amar | Venceu    |
| 1999 | Troféu Califa de Oro            | Melhor Atriz                          | El privilegio de amar | Venceu    |
| 2006 | Prêmios ACE de Nova York        | Melhor Atriz Característica Destacada | La madrastra          | Venceu    |
| 2006 | Prêmio TV Adicto Golden Awards  | Superação para Melhor Atriz Jovem     | La madrastra          | Venceu    |
| 2006 | Prêmio TV Adicto Golden Awards  | Superação para Melhor Atriz Jovem     | Piel de otoño         | Venceu    |
| 2007 | Prêmio TVyNovelas               | Melhor Atriz Antagonista              | Amar sin límites      | Indicada  |
| 2007 | Prêmio TV Adicto Golden Awards< | Melhor Vilã                           | Amar sin límites      | Venceu    |
| 2010 | Prêmio People en Español        | Melhor Vilã                           | Mi pecado             | Indicada  |
| 2010 | Prêmio TV Adicto Golden Awards  | Melhor Atriz Coadjuvante              | Mi pecado             | Venceu    |
| 2012 | Prêmios La Maravilla            | Melhor Interpetração Feminina         | Ni contigo ni sin ti  | Venceu    |
| 2012 | Prêmio People en Español        | Melhor Vilã                           | Abismo de pasión      | Indicada  |
| 2013 | Prêmio TVyNovelas               | Melhor Atriz Antagonista              | Abismo de pasión      | Indicada  |
| 2013 | Prêmio Bravo                    | Melhor Atriz Antagônica               | Abismo de pasión      | Venceu    |
| 2017 | Prêmio TVyNovelas               | Melhor Atriz Antagonista              | Sueño de amor         | Indicada  |